# Bendita locura
Bendita locura – ósmy album studyjny hiszpańskiej piosenkarki Pastory Soler, wydany 21 kwietnia 2009 przez wytwórnię Warner Music Spain.
Album składa się z trzynastu utworów, które były nagrywane w studiu Sonobox w Madrycie z wyjątkiem czterech, które zostały nagrane z udziałem Orkiestry Filharmonii w Rzymie. Za produkcję całości odpowiadał Pablo Pinilla. W tworzeniu kompozycji na płytę uczestniczyło wielu muzyków m.in. Alejandro Sanz, David DeMaría, Manuel Carrasco, Vanesa Martín, David Santisteban, Marco Dettoni, Antonio Martínez Ares, José Abraham czy sama Pastora Soler, która skomponowała utwór „Corazón bandolero”. Wśród piosenek na płycie można znaleźć również m.in. utwór „Volver a Sevilla”, poświęcony Sewilli. Płytę promowały trzy single: „Bendita locura” oraz dwie wersje piosenki „Esta vez quiero ser yo”, w duecie z Manuelem Carrasco i solowa wersja Pastory Soler.
Wydawnictwo znalazło się na 8. miejscu na oficjalnej hiszpańskiej liście sprzedaży.

## Lista utworów
Źródło
1. „Hoy te ríes” – 3:19
2. „La mala costumbre” – 4:04
3. „Bendita locura” – 3:31
4. „Esta vez quiero ser yo” (i Manuel Carrasco) – 4:06
5. „Tan sola” – 3:20
6. „Necesito aire” – 3:50
7. „La línea de la vida” – 3:33
8. „Te me vas” – 4:12
9. „Que paren el mundo” – 3:45
10. „En la madrugá” – 4:04
11. „Corazón bandolero” – 3:49
12. „Volver a Sevilla” – 4:43
13. „Después de todo” – 3:41

Całkowita długość: 49:57

## Pozycja na liście sprzedaży
| Kraj      | Lista sprzedaży (2009) | Najwyższa pozycja |
| --------- | ---------------------- | ----------------- |
| Hiszpania | PROMUSICAE             | 8                 |